# Irwin Fridovich
Irwin Fridovich (Nueva York, 2 de agosto de 1929-2 de noviembre de 2019) fue un bioquímico estadounidense.
Junto a su estudiante de doctorado Joe M. McCord, descubrió la actividad enzimática del cobre, zinc superoxido dismutasa (SOD) para proteger a los organismos de los efectos tóxicos de los radicales libres peróxidos formados como un subproducto del metabolismo normal del oxígeno. Posteriormente el grupo de investigación de Fridovich también descubrió contenido de manganeso y contenido de hierro SODs de E. coli y de la mitocondria MnSOD (SOD2) ahora se sabe que son esenciales las proteínas animales.
Pasó el resto de su carrera estudiando los mecanismos bioquímicos de la SOD y la toxicidad biológica del superóxido usando bacterias como sistemas modelo. Fridovich en el momento de su muerte era profesor emérito de bioquímica de la universidad de Duke.

## Carrera académica
De 1951 a 1952, Fridovich sirvió como investigador asociado de medicina en Cornell Medical College. Ocupó cargos secundarios en enseñanza en bioquímica en la universidad de Duke (1956 a 1961) e investigador asociado en la universidad de harvad (1961 a 1962). Se convirtió en asistente de profesor de bioquímica en la universidad de Duke en 1961 y profesor de tiempo completo de bioquímica en 1976 ocupó el cargo de profesor emérito desde 1996.

## Premios y honores
Fridivich recibió numerosos premios y reconocimientos por su trabajo incluyendo miembro en la academia nacional de ciencia y en la academia americana de las artes y las ciencias y la medalla Elliot Cresson del instituto franklin en Filadelfia. De a acuerdo con Google scholar, tiene más de 51 000 referencias bibliográficas en la literatura científica, incluyendo 7 papeles con más de 1000 referencias y un H-index de 97. Su descubrimiento de la reacción de superóxido dismutasa da el comienzo del campo de radicales libres de oxígeno en la biología y la medicina. Su influencia lo llevó como presidente de la sociedad Americana de Químicos biológicos (para 1987-1990) y la sociedad para la investigación de radicales libres (1992-1994).
Así como la concesión del premio Ciencia y la Humanidad en el oxígeno club - congreso mundial 2000.